# San Miguel (município)
San Miguel é um partido (município) da província de Buenos Aires, na Argentina. Possuía, de acordo com estimativa de 2019, 301.740 habitantes.